# Creodonta
De Creodonta zijn een orde van uitgestorven zoogdieren, die een groot aantal soorten omvatte, variërend in grootte van het formaat van een marter tot dat van een grote beer. Creodonten waren samen met de Mesonychia de eerste roofzoogdieren die zich ontwikkelden na het uitsterven van de meeste dinosauriërs. Ze waren echter niet zo ontwikkeld als de Carnivora en uiteindelijk zouden alle creodonten uitsterven. De bekendste geslachten uit de orde Creodonta zijn Hyaenodon, Sarkastodon, Patriofelis en Megistotherium.

## Indeling
De Creodonta bestaan uit de Oxyaenidae met veelal katachtige vormen en de Hyaenodontidae met overwegend hondachtige vormen. 
In 1875 formuleerde Edward Drinker Cope de Creodonta als onderorde van de Insectivora. Hij beschouwde Mioclaenus, tegenwoordig ingedeeld als basaal hoefdier, als stamvorm van de roofzoogdieren met een ontwikkelingslijn via Chriacus naar de Oxyaenidae en vervolgens de Feliformia, een tweede lijn via de Miacidae naar de Caniformia, en een derde lijn naar de Mesonychidae en vervolgens de Hyaenodontidae. Na enkele aanpassingen aan de groep in de tussenliggende jaren, volgde in 1915 een uitgebreide revisie van de Noord-Amerikaanse carnivore zoogdieren uit het Paleogeen door William Diller Matthew. Hij plaatste de Creodonta als onderorde binnen de Carnivora met vier superfamilies: Procreodi (Arctocyonidae, Oxyclaenidae), Eucreodi (Miacidae), Pseudocreodi (Hyaenodontidae, Oxyaenidae) en Acreodi (Mesonychidae, Triisodontidae). De opvatting van de orde Creodonta met twee families is sinds de jaren zestig van de twintigste eeuw in gebruik, nadat de overige families uit de classificatie van Matthew elders werden ingedeeld.
- Orde Creodonta
  - Familie Koholiidae
  - Familie Machaeroididae
  - Familie Oxyaenidae
    - Onderfamilie Ambloctoninae
    - Onderfamilie Oxyaeninae
    - Onderfamilie Tytthaeninae

  - Familie Hyaenodontidae
    - Onderfamilie Hyaenodontinae
    - Onderfamilie Limnocyoninae
    - Onderfamilie Proviverrinae
    - Onderfamilie Pterodontinae

Nieuwe fossiele vondsten van de eerste hyaenodonten in Afrika hebben geleid tot twijfel of de Creodonta wel een natuurlijke groep vormen. Sommige studies splitsen de Creodonta in twee aparte ordes, de Hyaenodonta en de Oxyaenodonta.

## Ontwikkeling
Creodonten leefden van het Paleoceen tot Mioceen en deze roofdieren waren verspreid over Noord-Amerika, Afrika en Eurazië.
De oorsprong van de hyaenodonten lijkt in Afrika te liggen. Aangezien de oorsprong van de oxyaeniden in Noord-Amerika ligt, zouden basale creodonten zich al eerder in het Paleoceen moeten hebben verspreid. De aanwezigheid van palaeoryctiden, de vermeende voorouders van de creodonten, in het Laat-Paleoceen van zowel Noord-Amerika als Marokko ondersteunt deze theorie. Een andere mogelijkheid is dat de Creodonta difyletisch is.
De laatst bekende creodont is Dissopsalis carnifex uit het Mioceen (ongeveer 8 miljoen jaar geleden) van Pakistan.

## Uiterlijke kenmerken
De creodonten verschilden op meerdere punten van de carnivoren. De schedel was lager met een kleinere herseninhoud. Het gebit van de creodonten was alleen geschikt voor het eten van vlees met hierbij onder meer een andere vorm van de knipkiezen. Deze roofdieren hadden een minder efficiënte manier van voortbewegen met een andere bouw van de wervelkolom en minder beweeglijke poten, waardoor creodonten niet in staat waren hun prooi met de poten te grijpen zoals carnivoren dat wel kunnen. Creodonten konden alleen met hun kaken hun prooi grijpen en hadden daardoor waarschijnlijk ook een relatief grote kop ten opzichte van carnivoren. Verder weken ook de bouw van het middenoor en de voet af.